# Éric Bouvron
Éric Bouvron est un metteur en scène, acteur et humoriste français, né en 1967 à Alexandrie. Il a reçu le Molière du théâtre privé en 2016 pour sa pièce Les Cavaliers d'après le roman de Joseph Kessel.
Il a été marié à Sophie Forte dont il est séparé depuis 2015.

## Pièces
Chacune de ses pièces est le fruit d'un voyage dans un coin du globe.
- 2007 : Bushman
- 2008 : Afrika !
- 2016 : Les Cavaliers
- 2017 : Marco Polo
- 2018 : Alexis Zorba
- 2019 : Maya, une voix
- 2021 : Lawrence d’Arabie
- 2022 : Un thé sur la banquise
- 2022 : Danlor l'insolent, Roland Garros, texte de Vincent Roca et Éric Bouvron, mise en scène d'Éric Bouvron
- 2023 : Braconniers, texte d'Éric Bouvron (avec la collaboration de Benjamin Penamaria), mise en scène d'Éric Bouvron

## Spectacles
- 2023-2024 : Kabar et..., conception et mise en scène d'Éric Bouvron et Vincent Roca, festival Komidi

## Distinctions

### Récompense
- Molières 2016 : Molière du théâtre privé pour Les Cavaliers

### Nomination
- Molières 2022 : Molière du metteur en scène d'un spectacle de théâtre privé pour Lawrence d’Arabie